# K2 (漫画)
『K2』（ケーツー）は、真船一雄による日本の漫画。原案協力は中原とほる。医療監修は原田知幸。『イブニング』（講談社）にて、2004年11号より2023年6号まで連載。同誌の休刊により「コミックDAYS」（同）に移籍し、2023年3月26日より連載が再開している。1988年から1998年まで『週刊少年マガジン』にて連載されていた『スーパードクターK』（1996年以降は『Doctor K』）の続編である。

## 概要
『スーパードクターK』『Doctor K』（以下、総称して前作）の主人公・ドクターKこと西城KAZUYAの分家一族にあたり、当代の「K」を名乗ることとなった医師・神代一人と、KAZUYAのクローンであり、KAZUYAのような「スーパードクター」を目指す黒須一也の成長を基本線とした、医療にまつわる物語を描く。
基本的に1～2話分を1エピソードとする医療にまつわるストーリーを描くが、長編エピソードの回も存在している。劇中の時間経過は現実に則しているため、登場人物は物語の進行に伴って加齢・成長する。新型コロナウイルス感染症の世界的流行のような現実世界の出来事の影響も受けている。
KAZUYAが生前に難病患者に対して診察券代わりに渡した10本のメスにまつわるエピソードなどでは、KAZUYAが活躍していた前作の時代（1980年代後半 - 1990年代）から連載時点までの医療技術の進歩に焦点が当たることもある。また高品龍一やKEI、ドクターTETSUなど、前作のキャラクターが重要な役割で登場することもある。前作の最終話において未来（2018年）の出来事として描かれた、高品親子の前に現れた「K」を名乗る青年は、一也であったと示唆されている。
2021年1月時点でコミックス累計発行部数は230万部、2021年9月時点では前作を含むシリーズ累計発行部数は1500万部を突破している。2023年2月から5月31日まで全話がコミックDAYSで無料公開されたことでSNS上で反響をよび、作中で用いられる擬音「ギュッ」や「入ったら死ぬ風呂」などが話題を呼んだ。

## あらすじ

### Kの再来（第1話 - 第12話）
2004年3月、西海大学病院から無医村であるN県T村へ医師として派遣された富永研太は、偶然同席した警視庁の岡元から無資格医が村にいると告げられる。道中の事故で大怪我を負った岡元は、マントの男の手術によって救われる。無資格医療者を憎悪している岡元は、麻酔から覚醒するとすぐ男を逮捕する。しかし岡元の体には手術痕が残っておらず、男の卓越した医療技術と医学に対する信念に感銘を受けた富永も証言を拒んだため、男は釈放される。
男の風貌と傑出した医療技術、加えて去り際に名乗った「K」から、マントの男はドクターK・西城KAZUYAではないかと考えた岡元は、富永を連れてKAZUYAの妹であるKEIを訪ねるが、KAZUYAは5年前に癌で死亡していた。KEIも「K」と名乗る男に興味を抱き、正体を確かめるため岡元・富永と共に村へ向かう。
村では「K」の執刀により、法律で禁止されている子供から子供への心臓移植手術が行われ、それを村人たちが補助していた。代々卓越した医療技術を持っていたKの一族は、KAZUYAら表の一族と、影からそれをバックアップする影の一族に分かれており、男は影の一族の当主・神代一人であった。村は臓器移植のドナー制度を整えるなど、影の一族の医療技術を維持・向上させるために協力する存在であった。
一族の系譜が途絶えてしまっている現状を憂慮していたKEIは、一人を表舞台に出し「K」の称号を引き継いでもらうことを画策する。一人は特例での医師免許発行の条件として難易度の高い手術を課されるが、KAZUYAを知る医師・高品と朝倉にKの再来と言わしめるほどの衝撃を与えつつ手術に成功し、正規の医師として表舞台で活動していくこととなる。同時にKAZUYAの時代では完治させることができなかった患者のもとを訪れて治療をしていき、ドクターKの後継者としての評価を高めていく。

### 一也、小学時代（第13話 - 第91話）

#### 一人と一也の出会い
KAZUYAのクローンである黒須一也の生みの母親である黒須麻純の家を訪ねた一人は、一族を見守り補完するため、一也をドクターKに育て上げる役目があることを麻純に伝える。
小学校の同級生とキャンプに行っていた一也は、愛犬が熊に襲われる事態に遭遇し、駆け付けた一人から愛犬は内臓破裂で助からないことを告げられる。その後再度出現した熊と対峙した一也は、熊とともに崖から転落する。愛犬と同様に内臓を損傷した熊を治療する一也の姿に、一人は医者としての、何よりもドクターKとしての資質を確信する。

#### クローン臓器密売組織
飛行機の墜落事故をきっかけにクローン臓器が密売されていることを知った一人は、密売組織の顧客と思われる人物の手術痕の特徴から、失踪した自身の父が関与しているのではないかと疑念を抱く。
密売組織はクローン技術の向上のため、「パーフェクト・クローン」である一也を被験体として狙い、誘拐を目論むが失敗する。事件が密売組織によるものだと察知した一人は、一也を自身の村で保護・育成することをKEIと麻純に伝える。
業を煮やした組織は、直接一也を捕える計画を立て、診療所に乗り込んでくる。乗り込んできた男は一人の父ではなく、神代家の執事で一人の師でもある村井だった。一也は村井の口から自身がKAZUYAのクローンであることを明かされ、大きな衝撃を受ける。しかし一也の姿と一人の説得により村井は改心し、組織を離れてふたたび神代家に仕えるようになる。一方で一也はクローンが短命であることや、KAZUYAとその父一堡も早逝したことで、自らの運命について悩むようになるが、KEIやKAZUYAの恩師柳川の支援もあり、運命を乗り越えていくことを決意する。
ある時一人は、移植医療の第一人者である倉津大学の教授・相馬有朋からの依頼で、准教授の刈矢らとともに合同で分割肝移植手術を行い、成功させる。一人と一也は相馬との親交を深め、相馬もまた一也の医師としての資質に注目するようになる。しかし相馬もまたクローン臓器密売組織の一員であった。彼は一也を自宅に招いて体細胞摂取を画策するも失敗し、一人たちの説得によって改心する。一人たちは相馬の協力を得て組織を摘発することに成功するが、相馬は頭部を銃撃されて脳死状態となり、本人の遺志により相馬の臓器は患者たちに移植されていく。相馬の死とオペを見届けた一也は、人を救う医者になると決意する。

### 一也、中学時代（第100話 - 第161話）
中学生になった一也は、すでに体格が大人顔負けになるだけでなく、運動神経抜群、品行方正、成績トップレベルとなる。一人の指導の下、シャドーボクシングならぬシャドーオペレーションをもって連日手術の演習を行う。またKの診療所には麻上夕紀が看護師として加わり、一也はオペの実践を重ねて更に成長していく。そんな中、かつてのKAZUYAのライバルであるドクターTETSUが一也のもとに現れる。スキルス性胃癌に冒されたTETSUは、一也に安楽死を行わせることで「死」を学ばせようとするが、一人のオペによって延命し、死ではなく「生き様」をもって一也への教育を行うこととなる。

### 一也、高校時代（第165話 - 第229話）
地元の泉平高校に進学し、高校1年生となった一也は、同級生の宮坂詩織と親しくなる。重度の卵アレルギーがあった詩織は一也の勧めで一人の治療を受け、症状を緩和することに成功する。その後、災害に巻き込まれた一也が上腕動脈切断の重傷を負った際、詩織は趣味の刺繍の技術を応用し、一人も驚愕する縫合を成功させる。一也のすすめもあり、詩織は医者になることを考え出す。
2年生の時には、8年間共に診療所で過ごし兄のように慕っていた富永が実家の病院に戻ることになる。また、KEIの夫である磯永幸司と出会い、様々な人種・年齢の人間が集まり出自を問われないアメリカのシカゴで医学を勉強することを提案される。その最中、T村でクレーン転倒事故が発生し、一也は詩織の協力を受け重傷者のオペを行うことになる。オペの最中、自らの出生への悩みを打ち明けた一也は、詩織の言葉によって救われる。自分を理解してくれる詩織から共に医者への道を進むと告げられた一也は、改めて一人の元で学ぶとして、留学の話を断る。
3年生の時、TETSUが身元引受人となっている和久井譲介が転校してくる。TETSUからK一族のことを聞いていた譲介は一也に対して異常とも思える対抗心を持ち、学校内でトラブルを起こす。譲介を警戒していた一也だが、一人の診療所で彼と二人で患者の治療に関わった際に、彼の医療に対する真剣さを感じ取る。TETSUは譲介と一也を引き合わせることで一也にどのような変化が起きるのか見たいと考えていたが、一也は自分自身は変わらないとTETSUに断言する。その言葉通りに譲介の方が徐々に変わっていき、そして一也とともに帝都大学医学部の入試試験に臨むことになる。

### 一也、大学時代（第230話 - 第336話）
一也と詩織はKAZUYAも通った帝都大学医学部に現役で合格し、大学で出会った友人達とともに医学生として研鑽する毎日を送る。一方で不慮の感染症罹患により受験できず浪人生になった譲介は、子供の溺水事故に一人とともに遭遇し、一人の「命に対してあきらめの悪い人間になれ」という言葉を受ける。譲介は自分を変えるため、TETSUの元を離れ一人の元に身を寄せることを決意する。
1年後、診療所に帰った一也は、更にスピードを増した一人のオペ技術に圧倒され、譲介から「こんなザマでお前はドクターKになれるのか」と叱責される。Kの後継者としての自覚を新たにした一也は、KAZUYAの人物像を知るために彼の旧知を訪問する。彼らの中にあるKAZUYAという人間に触れた一也は、「自分の信じる道がドクターKへの道である」という言葉を受け、自らの信じる医学の道に駆け出していく。また、詩織ら一也の同期たち、そして譲介も人生を変える出会いの中で大きく成長していく。

#### 命の番人
ロシアから帝都大学に交換留学生としてビクトルという男がやってくる。ビクトルは蕎麦アレルギーの発作を起こしてKEIの医院に運ばれるが、そのアレルギー発作は偽装されたものだった。折しも大学では不可解な事件が発生し、一也とKEIはビクトルに不審を抱く。
ある夜、詩織と歩いていた一也はVXガスを塗布され倒れるが、ビクトルの処置によって一命を取り留める。一也が運び込まれたKEIの医院に、KAZUYAの叔父・一昭の側近だったジリノフスキが姿を現す。ジリノフスキは、再生医療・クローン技術を認めないカルト教団「ストロージ・ジーズニ（命の番人）」が一也を狙っていることを察知し、護衛のためにビクトルを送り込んだのだった。一方、教団はビクトルの双子の兄弟バレリらを送り込み、VXガスの後遺症で動けない一也の抹殺を狙う。
関係各所に放たれた教団の刺客はKEIたちによって制圧されるが、バレリともうひとりの仲間は一也が保護されている西城総合病院にたどり着く。KEI、麻純、詩織、ビクトル、そして一人と譲介も一也を守るため駆けつけ、間一髪のところで襲撃を撃退する。バレリは一人の説得と、意識を取り戻した一也の姿を見て投降する。しかしバレリの仲間がTATP（過酸化アセトン）を起爆させ、バレリと麻純は瀕死の重傷を負う。
麻純は自分をすでに助からない人間としてトリアージし、医者として他の助けられる人を助けるよう一也を叱咤する。バレリは一人と一也たちのオペによって一命を取り止めるが、麻純はそれを見届けるかのようにしてこの世を去る。
騒動終結後、一也は黒須家に残された遺品を整理しているとき、アタッシェケースに残されたKAZUYAのマントを見つける。一也は麻純の真意を測りかねたが、マントを身に付け、ただ一人放浪の旅に出る。

### 一也放浪編（第337話 - 第399話）
母親を救えなかったトラウマを抱えたまま放浪の旅に出た一也は、高い医療技術と知識で様々な事件に関わっていく。

#### もうひとつのK一族
一也は港で「医者いらずの島」と呼ばれる波留島の存在を聞く。島に着いた一也は島民が最先端の高度医療を受けていることに気付くが、島民は警戒して取り合ってくれない。外部の人間を拒む理由を思案していたところに助けを呼ぶ少女の声が聞こえ、重症者を発見する。少女とともに島内唯一の診療所に患者を運ぶと、そこにいたのは一人の父親であり長く行方が知れなかった神代一郎だった。そして「医者いらず」の秘密が、K一族の系譜をくみ、島内で代々医療活動をを続けてきた神津家の存在によるものだと知る。
神津家の主である神津一友はすでに他界しており、その娘である神津海は目の前で父親が濁流に飲まれたことを、自分の手が届きさえすれば助けることができたと悔いていた。一郎は一友があえて海の手を取らなかったのだと伝え、海が父親のようになりたいと申し出ると一郎は厳しく鍛え上げることを誓う。一也は次代のKとなるためにするべき研鑽を放棄している現状を一郎に叱咤され、己の道を歩み始めた海を見て、自分自身の居場所に戻る決意をする。

#### スチューデント・ドクターと4人の研修医
一也はかつて共に過ごした富永が院長となっている病院を訪れ、スチューデント・ドクターとしてしばらく滞在することを決める。そして4人の研修医とともに患者と関わる中で、自分に与えられた時間と後悔しない道を思慮した結果、病院を後にする。

#### ティガワール王家
一也はドクターTETSUに連れられて、ティガワール王家王妃の子宮頸がん合併妊娠の治療を手伝うことになる。王家のしきたりで妊娠中の治療や帝王切開が認められず、しかも胎児は先天性上気道閉塞症候群を患っているため産後の生存が絶望視されていた。治療を認めない医師による反乱、王にまつわる秘密の暴露など状況は混迷を極めるが、一人と譲介が合流し、出産・胎児の治療・母体の子宮頸がんの治療の同時手術が行われる。

#### 大学卒業
放浪期間中、大学に出席しなかった一也だったが、大垣によって生活中の医療活動が「実習」であると認められ、大学6回生に復帰することなる。医師国家試験の当日に交通事故に巻き込まれるものの、詩織ら同期とともに無事に試験を突破し、医師免許を取得する。

### 一也、研修医時代（第400話 - 第493話）
一也と詩織は研修希望先として一人の診療所を選択する。一人の下で研修医として研鑚を積む二人は村民にも受け入れられるが、村の特殊な環境の中だけで学ぶことを一人は危惧する。1年後、高品の息子・龍太郎が高品総合病院の研修医になるが、医師としての覚悟や責任感がまるで無い息子の扱いに高品は悩む。一人と高品が相談した結果、一也・詩織と龍太郎が研修先をトレードすることになる。
同期の斎藤由貴が「こっちのマル得のトレード」と評したように、一也は赴任直後から救急患者の診断・治療で同僚の研修医たちが驚愕する技術を見せるが、外科部長の谷岡は総合病院では各科が分担して治療にあたるべきであり単独の医師が患者に関わり続けるのは越権行為だとして、「スーパードクター」は必要ないと叱責する。しかし一也は研修カリキュラムと患者の措置への参加をすべて両立させ、あくまで自分の道を貫く。一也と町医者として従事する父から「K」の姿を見た谷岡は、新たな病院の姿を構想する。
一方T村に赴任した龍太郎は、一人によってその資質と美点を見出され、少しずつ成長していく。そんなある日、一人の診療所に倉津大学病院の医師が訪れ、相馬の死から15年間停止していた臓器移植への協力を求められる。一人は一也とともに、事件以来失意の中にあった刈矢を激励し、手術を成功へと導く。富永・一也らとの再会と若き医師たちとの出会いを経て、一人は龍太郎を「スーパードクター」に育て上げる決意をし、父である高品にも覚悟を促す。
一人が不在の間、龍太郎は懸命にT村で働いていたが、ある時、未経験の肺塞栓症患者と遭遇する。たまたま診療所を訪ねてきた父・龍一の執刀で患者は無事に治療されるが、手術中に親子で口論になるなど深刻なコミュニケーション不全を露呈し、看護師の麻上にも呆れられる。龍一は自分の医師としての根底にあるKAZUYAのことを初めて息子に語り、自分は龍太郎が劣等感に苛まれるような人格者などではないと告白する。龍太郎も、龍一による膵臓ガンの手術や一人による僧帽弁閉鎖不全症の手術に携わりながら、自分が医者を目指したのも本当は父親の姿に憧れたからだと明かし、ドクターKの下で自分なりの歯車を回していくことを宣言する。
一方、波留島で成長した海はN県の泉平高校に進学し、一人のもとで医学の研鑽と勉学にはげむこととなる。後期研修の修了を迎えた一也の同期生たちが新たな道を見つけていく中、一也と詩織にも人生の転機が訪れる。

## 登場人物
★のついた人物は『スーパードクターK』・『Doctor K』が初出。

### 主要人物
ドクターK / 神代 一人（かみしろ かずと）
本作の主人公。1977年2月18日生まれ。
KAZUYAの一族における存亡の危機に備え、一族を影から補完する役目を担ってきた分家の当主。普段は医師として、生まれ故郷であるN県T村で診療所を営んでおり、地元では名士として代々尊敬を集めている。当初は無免許医だったが、富永らとの出会いを機にドクターKの後継者として表社会へ出る決心を固め、KAZUYAの旧知の後押しを受けて厚生労働大臣から特例で医師免許の発行を受ける。医師免許取得後は西海大学病院の非常勤医にもなっている。また、一族の掟に従い、一族の正統な後継者である一也をドクターKに育てあげるべく常日頃から厳しい訓練を課すほか、富永や譲介、龍太郎など後進の指導にも力を注いでいる。
父祖譲りの高い医療技術を持ち、最新の知見にも精通していることから、KAZUYAを知る者からは「ドクターKの再来」と評されている。また、眼科・歯科や心理療法にも精通しているが、状況に応じて適格な専門医に治療を託すことも少なくない。
外見はKAZUYAと瓜二つと作中で何度も言われるほど似ており、一也ともよく似ていると評されている。KAZUYA以上に寡黙かつ生真面目な性格で、表情を崩すことは少なく、フィクションの描写にも真剣に向き合ってしまう。エレベーターの扉を素手で破壊する、車をロープで引き上げるなど、人並み外れた身体能力・格闘術を有する。
黒須 一也（くろす かずなり）★
本作のもう1人の主人公。1995年12月17日生まれ。
先代のドクターK・西城カズヤ（KAZUYA）のクローン。前々作『スーパードクターK』にて、KAZUYAの叔父・一昭のクローン計画で誕生した。短命などさまざまな問題が発生しているクローン生物の中で、何事もなく健康に成長し生活している「史上初の完成されたパーフェクト・クローン」である。そのため、クローン臓器密売組織からは検体にするべく身柄を狙われ、カルト教団「ストロージ・ジーズニ」には存在自体を否定され抹殺されかけるなど、何度も事件に巻き込まれている。クローン臓器密売組織との戦いの中で自らの出生の真実を知り、現在はそれを受け入れている。KAZUYAと同じく非常に大柄な体格で、成長するごとに外見もKAZUYAに近づいている。
初登場時は小学生。当時から学業は体力面も含め優秀で、小学生の時点ですでに医療関係者が驚嘆する洞察力や医療センスを持っていた。クローン臓器密売組織に誘拐されかけた事を機に母・麻純のもとを離れてN県T村のKの診療所に移住し、村で保護されるとともに一人から医師としての英才教育を受け、高校生の時点で一人から医師として認められている。
麻純より医者となるべく命の大切さを強く教えられていたため、穏やかで人当たりが良く、自己よりまず他人を思いやる誠実な人物であるが、生命を冒涜するような行動に対しては厳しい態度をとる。一方でやや異性へのデリカシーに欠ける一面がある。また、料理が下手だがその自覚がない。
詩織に対しては高校で出会った当初から強い興味を抱いており、1年生の夏休み前の時点でクラスメイトから「いつも一緒」と言われている。彼女に命を救われた経験を経て、自身の出生の秘密を明かす程の信頼を寄せていく。彼女を異性として意識する描写も多く、お互いの誕生日にはプレゼントを贈りあっている。周囲の人物からは二人が交際するものとみられており、双方の親も相手を認めている。しかし一也は大学6回生になった24歳の時点でも「不純異性交遊などしない」と言うほど純情であり、両者とも恋愛よりも医療などへの情熱を優先させる性格のため、出会いから10年以上も交際に至ることはなかった。

### N県T村の関係者
N県T村にはKの診療所が存在する。昔からのしきたりにより、村民全員が臓器移植や毎月の献血などへの協力で影のK一族をサポートしている。診療所は田舎のものとは思えないほど高度な設備を有しており、村井による再生医療研究施設設置やクエイド財団からの寄贈などでさらに増設されている。研修医や医学生など「次代のKを目指す若者」も受け入れており、道場のような雰囲気すらあると言われている。
富永 研太

和久井 譲介

宮坂 詩織

高品 龍太郎

神津 海

村井 逸士（むらい いつじ）
神代家に仕える執事。一人にも父親の手技と思わせるほどの手術を行える医療技術を持っており、影のK一族を技術面でもサポートしている。
一人の母が事故死し、父の一郎も失踪した後は一人に指導を行っていた。しかし一人の母親に対して強い思慕の念を抱いており、移植臓器さえあればという念からクローン臓器密売組織の一員となり、一也の身柄を狙っていた。しかし一也との出会いにより改心し、組織を脱退し帰郷。再び神代家の執事として一人の補佐や一也の教育を行う傍ら、診療所の研究施設でクローン臓器にかわる再生医療などの実験に勤しんでいる。一時心筋梗塞を患って重症を負ったが、再生医療で培養した筋膜を用いてそれを克服した。
執事である以外に一郎の「影」としての役割があり、そのため容姿は意図的に一郎に似せている。一也を狙ってT村を再訪した時は、一人と再会して正体が看破されるまで一郎のふりをしていたため、村の人間でも後ろ姿をみただけでは一郎と認識するほどだった。組織の一員として一也を誘拐しようとしたことは、一人ら一部の人間にしか知られていない。
麻上 夕紀（あさがみ ゆき）
診療所の看護師。明るい人柄と確かな技術で一人らをサポートする一方で、富永らの変化にいち早く気づく洞察力を持つ。
元々は鴨下病院の看護師で、次期師長候補として期待されており、院長の息子と婚約していた。しかし婚約者の医療ミスによる死亡事故の責任を被せられ、山中で自殺しようとしていたところを一人に救われる。冤罪が晴れた後はKの診療所で働く。
羽庭 イシ（はにわ いし）
富永が村に赴任して初めて出会った村人。麻上が村にやって来た時も最初に出会っている。料理上手で、普段は一人らの食事などの世話をし、手術時には助手も務める老婆の1人。亡き夫・幸司郎との間に子供が3人おり、孫の恭治は先天性の心臓病を患っていたが、一人の執刀により当時の臓器移植法では認められていない9歳の提供者から心臓を移植されて救われた。若い頃は活発な性格だったらしい。譲介が診療所に住むようになってからは様々なカレー料理を作ることでレパートリーが広がり、タンドリーチキンやカオマンガイ、ビリヤニなども作れるようになっている。食材やスパイスを揃えるために東京・大久保の専門店を巡るような拘りを持ち、店員から「90歳を越えてカレーデビューしここまでスパイスを極めた人は見たことない」と言われている。
番頭（ばんとう）
村の掟で月2回の献血が義務付けられているT村で、代々村民全員の血液を管理する家の当主。診療所の留守番をすることもある。
西尾 友樹（にしお ともき）
村の造り酒屋・山風酒造の酒「山の風」の大ファンで、酒造りをしたいとやってきた青年。村に来るまでは何事も長続きしなかったが、試しに任された酒造りの手伝いにはやりがいを感じ、続けることができた。杜氏の藤田に利き酒の才能を認められ、蔵人として住み込みで働くようになる。
品田 松吉（しなだ まつきち）
同年代の村民の中では唯一Kの治療を受けたことがない健康自慢の老人。しかし実は10年前から糖尿病を患っており、村外の医院で内服薬の処方を受けていた。病気を隠して矍鑠とした生活を装っていたため足に皮膚潰瘍（糖尿病性壊疽）を起こしたところを一人に発見され、PRP投与を受けて難を逃れる。その後は病気を受け入れつつも引き続き精力的に活動し、友人達と共同浴場「不死の湯」を手作りして村に寄贈したりしている。
重広 剣心（しげひろ けんしん）
「村一番の変わり者」と呼ばれる強面の村民。熱中症で倒れた時の傷から破傷風に感染し、譲介が早期発見したことで一命を取り留める。それまでは村の集会にも診療所の定期検診にもほとんど参加せず孤立していたが、この件以来譲介と親しくなり、他の村民とも交流し定期検診も受けるようになる。後に肺血栓塞栓症で意識を失っているところを龍太郎に発見され、一人は不在だったがたまたま診療所を訪ねて来た高品の手術を受け、九死に一生を得る。
秋葉（あきば）
龍太郎が診療所の研修医になった頃にT村へ引っ越して来た老人。絵を描くのが趣味。湾岸戦争に傭兵として従軍しており、その際に右脚を失っている。PTSDの苦しみを戦争に加担したことへの罰と捉え、多数の銃弾が体内に残っていることによる鉛中毒も治療を受けず、野たれ死ぬつもりでT村へ移住したが、強盗団の撃退に協力したことで村民に受け入れられたこともあり、一人の説得で治療を受けることになる。捕縛術などに長けているため「村の警備部長」と呼ばれている。海がT村に移ってからは、その下宿先として同居している。

### 一人の関係者
神代 一郎

氷室 俊介（ひむろ しゅんすけ）
N県T村の生まれで、一人の幼馴染。医学博士となってアメリカ合衆国に渡り、糖尿病の原因因子である糖尿病遺伝子を発見し世界的な名声を集めている。
一人に白内障の治療をしてもらうために帰国するが、一族の掟を破って村外での医療行為を始めた一人を嫌悪し治療を受けることを拒否する。しかし強引に一人の治療を受けさせられたことで和解し、しばらく一人が留守の診療所を預かった後、アメリカへと戻っていった。
道尾 忠夫（みちお ただお）
音羽医風会の麻酔科医。おかっぱのような髪型にちょび髭という特徴的な外見をしたマイペースな性格の変わり者だが、麻酔医としては一人が「プロ中のプロ」と評するほど高い実力を持っている。偶然遭遇した土砂崩れ現場の救急治療で一人と出会い、以後高度な麻酔技術が必要な手術にあたって度々一人に協力している。
寺井 台助（てらい だいすけ）
寺井美容クリニックの院長をつとめる美容外科医。派手な身なりで高級外車を乗り回し雑誌等で自身の顔写真入りの広告を出していることから、健康体にメスをいれることを忌避する医学関係者からは胡散臭く見られている。かつてはアメリカでイリザロフ法などの高度な技術を学び、一人が「世界の五指に入る」と評するほどの整形外科医であった。その技術で患者を救う内に「その人が望む形の美は魂を救う」という信条を持つに至ったことで美容外科の専門家となる道を選んだ。
同性愛者的傾向があり、おネエ言葉で喋る。大垣のような、美容整形医としての美の理想とは正反対にあるようなワイルドな風貌が好みだと語っている。美食家でもある。
高岩 成司（たかいわ せいじ）
門前総合病院の医師で、救急医療のスペシャリスト。高校生の頃、交通事故で急性硬膜外血腫の重傷を負い、KAZUYAの手術で一命を取り留めた。その際、進行すると脳動脈瘤破裂に至る可能性のある血管が見つかっており、KAZUYAからNo.2のメスを渡されていた。手術を受けると後遺症でメスを握れなくなる可能性があるため、動脈瘤が肥大し始めてからは一人でも多くの患者を救おうと死を覚悟の上で働き続けたが、過労を懸念した患者の狂言で一人の手術を受けることになり全快する。後に一也がガス壊疽の足を緊急切断した患者を門前総合病院で受け入れた際、直接対面はしなかったが新たなドクターKの誕生を予感する。
岡元（おかもと）
警視庁の刑事。無免許医に妻を殺された過去から、医療事件の検挙に執念を燃やしている。当初は無免許医だった一人を逮捕しようと周辺を捜査していたが、一人の医師としての倫理観と強い使命感、そしてKに感謝するT村の人々の姿を目の当たりにして捜査を取りやめ、互いに尊敬・信頼し合うようになる。一人が正式に医師になった後は、度々協力して医療事件を解決している。捜査の際によく縁無しサングラスをかける。
肥満体型だったが、娘の華奈が一人に依頼したことで本人の知らないうちに治療を施され、以前に比べて引き締まった体型になった。
冴草 克之（さえぐさ かつゆき）
妊娠中絶手術（後期中絶）などを違法に請け負う闇医師。普段からウィッグをかぶって変装しており、偽名を複数持っている。一人の囮捜査に掛かって岡元に逮捕され、裁判で執行猶予つきの有罪判決を受けて医師免許を剥奪される。閉廷後、被害者のひとりに刺されたところを一人と岡元に助けられたことから、クローン臓器密売組織の捜査に協力する。
法や倫理に反した行為に関して、本人はそれも需要に応えての「人助け」であるという自負を持っており、自分が行っていた代理母の斡旋がクローン製造に繋がっていたことは不本意としている。
マッチョめんズ
ボケ役・中田良太とツッコミ役・山西久志の漫才コンビ。痩せ型の良太が吹き飛ぶほどの勢いで筋肉質の久志が突っ込むのが持ち味。無名の頃にT村の夏祭りで公演し、その際に身体を張った芸が祟って良太が自然気胸を発症しKの診療所へ入院したが、治療費を払えないため手術を受けずに脱走する。1年後、MANZAI GPトーナメント決勝進出が決まった時に良太が気胸を再発したため、改めて一人により病巣切除およびカバーリング法の手術を受けて完治し、トーナメント優勝賞金で治療費も無事に支払う。後に良太が顎関節症で呂律が回らなくなり演技に支障が生じた時も、一人の指摘で生活環境を改善することで症状の緩和に成功する。
竹宮 穂波（たけみや ほなみ）
日読新聞政治部の女性記者。入院した政治家に対する取材目的で西海大病院に潜入しようとした際、一人に副甲状腺機能亢進症を患っていることを看破される。この件以来、一人に好意を持っている。
岩崎 敏郎（いわさき としろう）
日読新聞政治部記者。竹宮の先輩。綿密な取材に定評があり人呼んで「裏取りガンさん」。血痰があったため健康診断で自主的に喀痰検査を追加実施し、中心型肺ガンを早期発見、一人の手術で完治する。

### 一也の関係者
黒須 麻純（くろす ますみ）★
一也の母。奈良時代から代々看護師を務める女系一族の末裔。身体に触れただけで余命が短い人間がわかる特殊な能力を持っている。
KAZUYAとは親同士が取り決めた許嫁同士であり、強い思慕を寄せていた。そのため一昭のクローン計画に参加したが、出産した子への愛情から逃亡し、一也を一人で育てた。いずれ一也が医師の道に進むと予期しており、一也に命の大切さを教えていた。一也がT村へ移った後は西城医院に看護師として勤務する。
「ストロージ・ジーズニ」事件で教団員が起爆したTATPの直撃を受け、一也に医師としての覚悟を促しこの世を去る。
宮坂 詩織（みやさか しおり）
一也の高校1年時と3年時の同級生。おかっぱ頭に眼鏡姿の少女。誕生月は10月。かなり小柄で、ペダルに足が届かないため自転車に乗ることができない。刺繍を趣味にしており、コンクールで入選するほどの腕を持っている。重度の卵アレルギー体質だったが、一人の指導による経口免疫療法で、日常生活に支障がないレベルまで克服する。
初登場時は平凡な高校生だったため医学の知識を持たなかったが、一也が事故で上腕動脈切断の重傷を負った際に刺繍の技術を応用して縫合するなど、一人が驚愕するほどの医療センスを垣間見せる。後に一人・一也と交友を深めたことで医師の仕事に魅力を感じるようになり、一也から出生の秘密を打ち明けられたことをきっかけに医師を志して、玉砕覚悟で受験した帝都大学に合格する。コロナ禍で大学が休講になった時は一也と共にKの診療所を手伝い、卒業後も研修先にKの診療所を選んで働き始める。縫合に関しては指導医なども舌を巻く技術を持ち、また一也が執刀する手術の助手を務める際は縫合の段階で自然に執刀者と助手が入れ替わるという相性の良さを見せる。
当初はアレルギーの影響などもあり大人しい性格で口数も多くなかったが、アレルギーの克服や一也と交友を深めていくことで徐々に強気な面が垣間見えてくるようになる。また、KAZUYAのクローンとして造られた自身の存在意義に悩む一也の胸中を受け止め「君は黒須一也くん」「私の友達」と答えるなど、優しく芯の強い一面を持つ。
努力家かつ負けず嫌いの性格であり、刺繍や医学で挫折したり自分より上手い人に会ったと感じたりするたびに奮起する。
和久井 譲介（わくい じょうすけ）
一也が高校3年生の時に転入してきた転校生。上昇志向と執念が強く他人を精神的に支配することを好み、自分の意にそぐわない人間、敵対する人間に対して一切容赦しない冷酷さを持っていたが、傷ついた鳩を丁寧に治療し、児童虐待事件に対して激昂するような面も持っている。右胸心体質。
両親のいない孤児で養護施設で育ち、その性格と能力を見いだされてTETSUに引き取られ、内弟子のような形で医療技術を教育されていた。TETSUからKの一族と一也の出生の秘密を聞かされており、一也のことをライバル視している。医療に関する知識量・技量は登場時点で一人前に施術も行えるほどだが、TETSUや一也と比べると見劣り、苛立ちを見せることもあった。
一也に自らのうちにある幸福な親子に対する憎しみを指摘されたこと、そして一人に平手打ちを食らったことで心身が不安定となるが、N県T村でコンパートメント症候群の患者を救ったことをきっかけに自分が医師を志す理由を見つめ直し、人間性に変化が顕れる。一也らと同じく帝都大学医学部を志望するも、予備校でレジオネラ菌に感染してしまったために受験できなくなり、予備校で親しくなった友人と共に来年度の受験を決意。その後、一人が患者を救うために奔走する姿に感銘を受け弟子入りを志願し、譲介の先行きを案じるTETSUが独断でマンションを引き払ったことで、Kの診療所に下宿を始める。その際、自分の対人コミュニケーション能力が欠けていること、一人の技術を常に見られる恵まれた環境にいることを村井の指摘により自覚し、以後は一人の手術や往診に積極的に付き添い、欠点の克服と技術の向上に努める。これにより自分の道を見つけ、受験をせずに診療所に引き続きとどまることを決める。また、この頃から髪を伸ばし始めており、TETSUに近い髪型になっている。心からの笑顔もよく見せるようになり、詩織と一也の関係をからかうこともある。
食べ物はカレー味の物しか受け付けなかったが、これは幼少期に母親と生き別れた際の出来事に起因している。母親の所在が明らかになった時、幼い異父弟が肝臓を病んでいることを知り、名を明かさず肝移植ドナーとなる。また、TETSUの画策で父親への感情を整理したことで、カレー味以外の食べ物にも興味を抱く様になる。
一也の大学卒業と同時期に朝倉省吾からクエイド財団へスカウトされ、アメリカへ留学する。

#### 帝都大学の同期生グループ
一也とともに帝都大学に入学した同期生。教授陣などから「帝都セブン」「仙道グループ」と呼ばれることもある。実習や授業、一人との出会いなどの様々な事件で成長し、大学でもトップの成績を占めるグループになる。「ストロージ・ジーズニ」の事件後には一人によって一也の出生とK一族の真実を告げられており、一人は「信頼できる」「良い友人」と評している。卒業後も一部の同期生は一也と同じ研修先で研鑽を積んでおり、その他の同期生とも連絡を取り合っている。
宮坂 詩織

深見 武彦（ふかみ たけひこ）
大病院である深見総合病院の跡取り息子で、OBが医師連の幹部を輩出しているということでラグビー部に所属するなど上昇志向が非常に強い。父親も帝都大卒で、日本医師連の理事をしている。幼い頃からエリート教育を受けてきた自信家で、知識も豊富だがそれゆえに早合点することもある。一方で初めての人体解剖実習の際に検体の境遇を慮って泣き出してしまうなど繊細な所もある。波王丸での事件で一也の素性に疑念を持ったが、T村での出会いを通してともに命を救うことを目指すものであると認めている。当初は父への反抗心から研修先として親元を離れた病院を希望していたが、医師としての父の姿を目の当たりにして考えを改め、父親の病院で修行をすることを決める。
緒形 俊司（おがた しゅんじ）
秋田県出身で訛りが強い。大学入学当初は、田舎者とバカにされないよう通販で買ったブランド衣類で上下を固めていた。バドミントン部に所属。大学入学以来自炊するようになって料理ににハマり、魚も自分で捌くことができる。実家が豪雪地帯のため雪の恐ろしさを知っており、その影響で雪が嫌いでスキーの授業もずっと休んでいたため、全く滑ることができない。コロナ禍中に帰省した際、末次病院で町医者の実践的な医療を目にして感銘を受け、末次利八医師が非常勤で勤務している柿坂総合病院を研修先に選び、形成外科医として才能を発揮する。
仙道 安人（せんどう やすと）
お調子者のムードメーカー。野球部に所属。優秀な一也達に劣等感を抱いていたが、1年夏のキャンプの集団食中毒騒動でみんなを救ったことで自信を取り戻す。練習船「波王丸」で船医を経験した際には同期生のなかでもいち早くクルーに馴染み、下船前の散髪で頭を剃られたことを機に坊主ヘアー気味の髪型にイメージチェンジする。在学中に父親を亡くしており、岩動の検死によって死因が判明したことで救われたと感じ、法医学者への道を志す。卒業後は温泉街にある希森温泉病院を研修先に選ぶが、あくまでも法医学者を志望し、後期研修では岩動に師事して帝都大に戻る。
斎藤 由貴（さいとう ゆき）
前作に登場した高品淳子（旧姓：斎藤）の再従姉妹。剣道部に所属。高校でインターハイ出場経験があり強豪校からスポーツ特待生の声がかかり、東医体で優勝するほどの実力者。強気で男まさりな性格。一方で絵は苦手であり、組織学のスケッチは見た者全てが絶句する。病床数1,000を超える大病院・広崎総合病院から誘いを受けていたが、淳子の要請で高品総合病院を研修先に選ぶ。どの診療科の施術も要領良くこなし、同期から「オールラウンダー」「全部平均以上」と讃えられる一方、本人としては一点突破するものがない、何も得意なものがないことを悩んでいたが、救急外来室長・白石との会話から、救急医というジェネラリストに道を見出す。
青山 今日子（あおやまきょうこ）
体育会系のノリを苦手とする普通の女子大生タイプ。陸上部の合宿に臨時の救護班として参加した際、水中毒で倒れた学生を前に何もできなかったことを反省し、周囲が戸惑うような状況でもいち早く声を上げるよう努めている。卒業後は小児科医を目指すことを決め、小児科が強い住谷記念病院を研修先とする。研修中、患者やベテラン医師に毅然とした態度を取ったことで一目置かれるようになるが、同時に本人の趣向に反して「番長」のあだ名を付けられる。その後CLS（チャイルド・ライフ・スペシャリスト）資格の取得を勧められ、アメリカへの留学を決める。

#### 中学・高校時代の関係者
津島 道夫（つしま みちお）
一也の中学の担任教師。数学担当。成績優秀で大人びた一也のことが気に入らなかったが、これは小脳出血で人格に影響が出たためであり、本来は気の良い先生。一也と一人に救ってもらったことがきっかけで一也を信頼するようになる。
内野 陽平（うちの ようへい）
一也の中学・高校の同級生。漏斗胸のため周囲と距離を置き続け、知人のいない学区外の進学校をめざしていたが、一也の説得で矯正手術を受け、性格も対人関係も改善した。一也と一緒に泉平高校へ進学し、大学は東北理工科大に進む。
徳光（とくみつ）
一也の中学の同級生。下の名前は不明。アニメやゲームが好き。村の中学が廃校になったため一也とともに泉河中へ編入される。編入直後は中野らにいじめられたが、津島先生の手術以降仲良くなる。卒業直前にそのいじめが原因のPTSDを発症したが、一人によるEMDR（眼球運動による脱感作と再処理療法）により完治する。
中野 貴則（なかの たかのり）
一也の中学の同級生。T村の中学から編入してきた一也と徳光に当初辛く当たっていた。勉強ができなかったが一也に夏休みの宿題を教えてもらう中で勉強の仕方を覚え、成績が良くなる。母親の無添加無農薬食品へのこだわりに悩まされている。

#### 「ストロージ・ジーズニ」事件の関係者
ビクトル・アントノフ
ロシアから帝都大学にやってきた交換留学生。一也以上に大柄で筋力も並外れており、柔道部の主将を軽々と投げ飛ばせる。日本のアニメや漫画で日本語を学んだオタクであり、オタク仲間として仙道と意気投合する。
正体は「ストロージ・ジーズニ」から一也を護衛する為にジリノフスキが遣わしたエージェント。一也襲撃事件の際に角膜を傷め失明するが、一卵性双生児であるバレリの角膜上皮幹細胞を利用して回復の目処が立っている。
バレリ・ローゼンフェルド（アントノフ）
「ストロージ・ジーズニ」の一員で、VXガスによる一也殺害未遂の実行犯。ビクトルとは一卵性双生児であったが幼少期に養子となり、裕福な養家で育った。組織内ではアントノフ姓を名乗っている。外見がビクトルと瓜二つであり、一度ビクトルになりすまして帝都大学の授業に参加した時は、学友たちには多少不審に思われた程度でばれる事はなかった。一也襲撃事件の際にビクトルや一人に説得され改心するものの、教団員の自爆に巻き込まれ瀕死の重傷を負う。ビクトルと一卵性双生児であることを利用した一人らによってビクトルの動脈静脈と直接バイパスすることで実現した生体的なPCPSにより一命を取り留め、退院後に服役する。
ラスカー・ジリノフスキ★
KAZUYAのクローンとして一也を生み出したKAZUYAの叔父・一昭のかつての側近。一昭亡き後、ロシア政府からクローン作成研究のお目付け役とされていたが、計画は頓挫し、研究所は再生医療研究のための組織としてハバログラード大学の公式な組織になっている。研究所を襲撃し150名の研究員を殺害した「ストロージ・ジーズニ」が一也の命を狙っていると知り、ビクトルを一也の護衛に遣わし、自身も来日してKEIや麻純に事情を説明する。

#### 波王丸の乗員
阿藤 順平（あとう じゅんぺい）
商船大学の練習船「波王丸」の船医で大垣の一期下の後輩。大垣に「一つの所に留まることが苦手な天邪鬼」と評されている。高尾が虫垂炎を発症した際、アカエイの尾に打たれて負傷していたため執刀できなかったが、自分に代わって手術する一也の手技に驚き、医局にいた頃出会ったKAZUYAに近いものを感じる。
岩波 邦夫（いわなみ くにお）
「波王丸」教官。座学に訓練にと生徒を厳しくしごく鬼教官。シージャックの銃弾から生徒を守ろうとして撃たれるが、阿藤の手術によって回復する。その後も療養のための下船もせず引き続き指導に当たっている。
霧島 大助（きりしま だいすけ）
「波王丸」生徒。リーダー格。漁師の子で船上生活には慣れている。シージャック事件の折は一也と一緒に解決に奔走する。堅物そうに見えるが合コンで羽目を外して急性アルコール中毒になった前歴がある。
伊吹（いぶき）
「波王丸」生徒。気性が荒い。初日に喧嘩して以来、仙道と事あるごとにいがみ合うが、船での様々な出来事により良き友人になる。当直の時に漂泊するクルーザーを発見したが、実は麻薬密売人だったクルーによるシージャックを招いてしまう。ホノルル入港を前に仙道からモヒカン刈りにされ、最終的にはお互い丸坊主姿となっている。
高尾（たかお）
「波王丸」生徒。小柄で朗らか。霧島と仲が良い。虫垂炎から来る汎発性腹膜炎を発症し、阿藤が怪我で執刀できなかったため一也の執刀で治療される（書類上は阿藤が執刀したことになっている）。
宗方 昭康（むなかた あきやす）
「波王丸」船長。高尾が虫垂炎になった際、負傷した船医に代わって手術できる者が一也しかおらず、医学生である一也が高尾を手術することは本来許されないが、かつて自分が訓練生だった時代に船長から聞いた話を思い出し、手術に許可を出す。

### 海の関係者
神津 海（こうづ かい）
西城家や神代家の他に存在するKの一族である神津家の娘。神津家は代々、炭鉱で栄えた離島・破留島（はるじま）に住まい、その時代の最先端技術の研鑽に努めながら、炭鉱労働者の塵肺の治療などにあたっていた。海も小学生の頃から父・一友の診療を見学しており、高い医学の知識を持っている。一也が破留島を訪れたことを期に、目の前で濁流に飲まれた父を救えなかったというトラウマを乗り越え、一郎から本格的に医学を学び始める。高校進学に際して島を出てT村へ移住し、秋葉の家に下宿して泉平高校へ通う。高校では成績優秀に加えて高い運動能力を持つことで、有名人になっている。
神代 一郎（かみしろ かずろう）
一人の父親で医師としての師。一人が18歳の時、村外で妻・静江（一人の母）が事故に遭った際、自身が医師免許を持っていなかったことと臓器移植の法的規制のため、治療することも村へ連れ戻すこともできず妻を亡くしてしまい、以来村から姿を消す。その後、一時期はクローン臓器密売組織の一員となっていたが、村井と入れ替わりになる時期に組織の実態を知って脱退する。脱退後は各地を転々として、最終的に破留島に住み、亡き神津一友に代わって島民に高度な医療を提供している。後に島の噂を聞きつけてやってきた一也と出会い、母の死を克服できていない彼を叱咤激励し、帝都大学に復学させるきっかけを作る。一也の来島直前にロシアに渡っており、一也は一郎が「ストロージ・ジーズニ」をただ一人で壊滅させた人物であると推察している。
神津 一友（こうづ かずとも）
神津家の医師で海の父。神津家の役割を引き継いで医師として働いていたが、ある大雨の日に、放棄された炭鉱に閉じ込められた海を助けた際、泥流に巻き込まれて命を落とす。
皆本 あずき（みなもと あずき）
泉平高校での海の同級生。祖母から学んだ絵を得意としている。祖母が愛用していた顔料が毒性の強いシェーレグリーンであることを海に指摘されたことで、祖母の皮膚ガン（ボーエン病）の早期発見・治療に繋がる。

### 帝都大学の関係者
大垣 蓮次（おおがき れんじ）★
帝都大学医学部・第一外科教授。KAZUYAの大学時代の先輩にあたる。前作では大学の出世競争に嫌気が差し市井の診療所を経営していたが、KAZUYAの言葉で彼の死後に大学に復帰した。大学教授らしからぬ粗野な性格と外見をしており、厳しい指導で周囲から「鬼軍曹」と呼ばれている。
医師免許発行の経緯などから一人の技量を疑問視していたが、偶然出くわした一人の救命処置にKAZUYAの姿を重ね合わせ、ドクターKとして認めるようになる。大学に関係する患者の治療で、しばしば一人に協力を求めている。一人娘の奈緒子（一也より1歳上）も医師を目指し、浪速女子医大に通う。
後に舌癌を発症するが、戸倉の治療を受け完治する。しかし抗ガン剤の副作用で頭髪の大半を失い、恩師の柳川に似た風貌になる。舌癌発症を機に後進のための環境改革を宣言し日本医師連の理事選挙に立候補して当選。コロナ禍が始まった頃には医学部長に昇進し、丹波と共に陣頭指揮を執っている。
磨毛 保則（まもう やすのり）★
KAZUYAの大学時代の同期生。医師でありながら工学の博士号を持ち、学士院賞も工学で受賞するほどの天才技術者。医師としての技術も衰えてはおらず、腹腔鏡などを自在に操る。前作同様、帝都大学敷地内の「磨毛の館」で研究を続けている。KAZUYAが作ったカルテを分析し、そのデータを基にした思考パターンを持つAIソフトを10年かけて制作するが、これを組み込んだ医療ロボット「イカロス」の開発を地域医療格差から利権を得ている人間に妨害されてしまう。AIにはカルテには載っていないKAZUYAの信念や判断力、勇気などの「人間としての力」を持たせられない、と悲観していたが、一也の言葉からイカロス計画白紙化後も開発を続行する決意を固め、イカロスが「シリウス」と改称された後も引き続き計画を統括している。コロナ禍で入院患者が急増した時は、不足した医療機器を自ら製作して現場を助けている。研究室に一人でいるときは下半身を露出している奇行は相変わらずで、一也達を仰天させている。
戸倉 信茂（とくら のぶしげ）
帝都大学医学部・耳鼻咽喉科教授。笑顔を見せない厳格な風貌であり、大垣と「コワモテトップ2」と恐れられている。神経質な性格の自信家で名医を自称し、それに違わぬ実力も持ち合わせている。自分を凌ぐ才能を持つ三浦に目をかけており、一流の音声外科医にするために厳しく鍛えている。以後も自身の分野に有能な人材が生まれることを望んでおり、一也の大学入学後にはグループの友人ともども密かにアプローチをかけているが、愛想のなさから上手くいっていない節がある。
大垣とは喧嘩友達のような関係で、会うたびに嫌味を言い合っているが互いを信頼しており、大垣に日本医師連の理事に立候補するよう強く要望する。
内田 和歌子（うちだ わかこ）
帝都大学医学部・解剖学教授。大垣やKAZUYAらも学んだ大ベテラン。優しく学生に人気がある。献体を粗末に扱った学生・安田を強く叱責した一也の姿に、ドクターKの帰還を感じる。教授職を退任後も非常勤で解剖医を務めている。
諸田 久好（もろた ひさよし）
帝都大学医学部・医動物学（寄生虫学）教授。寄生虫の話になるとハイテンションになる寄生虫オタクで、一也が肺犬糸状虫症の患者を他の病院へ連れて行った時は「見たかった」と言って落ち込んだほど。学生達に分厚い資料を丸暗記するよう命じたりするドSである。
中村 憲司（なかむら けんじ）
帝都大学病院・臨床検査技師。組織学の実習で一也達を指導する。偽性血小板減少の血液検査結果を通じて「組織学とは真実を見る目を養うための勉強」と一也達に組織学の重要性を説く。
丹波 章造（たんば しょうぞう）
帝都大学病院内の衛生面の強化を司る部署「感染制御室」の室長。学内では「院内ポリス」と恐れられている。KAZUYAや香田とは同期であり、帝都大卒業当時の専攻は整形外科で、外科のKAZUYAと並び帝都大の将来を担う存在と言われていた。友人の香田が自らの執刀した手術の際に耐性菌にやられたことをきっかけに内科に移り、衛生管理と投薬量の適正化を推し進めた。耐性菌の存在が一般に知られていなかった当時は疎まれたが、やがて感染制御の最先端であることが認められて現在に至る。貴村の溶連菌感染に対処した一也に目をつけ、監視対象にする。
若狭 恒久（わかさ つねひさ）
医療支援ロボット「イカロス」および「シリウス」のオペレーター。イカロスの完成度の高さ、特に操作性について絶賛するが、イカロスの失敗を求める人間に買収され、情報漏洩により遠隔手術中のサイバー攻撃を招いてしまう。意図的な操作ミスは拒否したこと、妨害者の検挙に協力したことから、大垣により寛大な処分で済まされ、引き続きイカロス・シリウスのオペレーターとして研鑚を重ね、帝都大のロボット手術の第一人者になる。
三浦 佳治（みうら よしはる）
帝都大学医学部・耳鼻咽喉科の研修医（一也中学生時点）。高校時代からのオーディオマニアで音の聞き分けに関して優れた能力を持ち、足音を聞いただけで誰のものか聞き分けたり、患者の声を聴くだけで様々な発声障害を正確に診断することができる。元々は大垣の教室にいたが、その能力と才能を見出され、音声外科医を目指して戸倉の下で厳しい指導を受ける。
貴村 昌文（たかむらまさふみ）
一也の帝都大の同期。5人兄弟の長男で、共働きの両親に代わって家事のすべてを担っており、料理が上手い。
平良 佑馬（たいらゆうま）
一也の帝都大の同期。放浪により出席日数が足りないにも関わらず進級を果たした一也を快く思っていない。

### 倉津大学付属病院の関係者
相馬 有朋（そうま ありとも）
倉津大学付属病院・第一外科教授で、移植医療の第一人者。脳死患者からの肝臓移植手術に際して、当時の臓器移植法では認められていなかった分割肝移植（ひとつの肝臓を分割して2人の患者に移植する手術）を行うため一人の協力を得たことがきっかけで、以後一人と交流する。
臓器移植制度が浸透・進展しない国内の状況を憂慮するあまり、再生医療など関連分野の発展に目を向けず臓器移植の推進に頑なになり、やがてクローン臓器密売組織に加担するようになった。しかし一也と一人の説得によりクローン臓器製造には無視できない倫理的欠陥があることを認めて改心し、組織を裏切って摘発に協力。その際に逃走しようとした構成員の前に立ちはだかって頭部を銃撃され、治療もむなしく脳死状態となる。遺言に基づいて臓器は患者へと移植された。
パーフェクト・クローンである一也の情報を組織に提供しようとしていた一方で、医師を志す一也を本気で教育しようともしていた。相馬の死は、一也のその後の人生に大きな影響を与えることとなる。
刈矢 俊一郎（かりや しゅんいちろう）
倉津大学付属病院・第一外科准教授。初登場時35歳。喫煙習慣があり無精髭を生やしているなど粗野な外見だが、外科医としては相馬も認める腕前を持ち、自身も相馬のことを尊敬している。ドナーの遺族の反対により直前で脳死患者からの移植が中止になった経験を経てからは、再生医療の研究に情熱を傾けていた。しかし相馬の死後には茫然自失となり、F県M町の倉津大学病院百本松分院へ赴任、15年間に亘って飼い殺し状態になっていた。分院に赴任後も移植手術の練習は常に欠かしておらず、一人・一也との再会を機に、刈谷を見守っていた看護師長の後押しもあって、かつての相馬の患者であったウィルソン病患者への肝移植手術の執刀医として本院へ復帰するとともに、加賀美の後任の第一外科教授に就任する。
加賀美 寿郎（かがみ としろう）
相馬の後任となった倉津大学付属病院・第一外科教授。元は第二外科教授で、後輩にあたる相馬からは「無能の皮を被るのは悪いクセ」と評されながらも自分に何かあった時は医局員を託すと言われ、加賀美も相馬が分割肝移植を実施し世論の糾弾を浴びた時に謹慎処分で済ませるよう尽力するなど、信頼関係で結ばれていた。相馬の死後、後任人事で揉めた挙げ句に横滑りする形で第一外科教授に就任するが、相馬ショックからのマスコミの追求を避けるために刈矢を地方へ送り、倉津大付属病院での移植手術を全面的に停止するなど、相馬が築き上げた第一外科を15年間に亘って停滞させたため、医局からは「事なかれ主義を絵に描いたような人」と評された。しかしこれは第一外科のほとんどの部局員を解雇・異動させることなく守り、刈矢の復帰を待つための「賭け」であった。刈矢が相馬の死を乗り越えたことを見定めると後を託し、移植再開公表の記者会見でマスコミを煙に巻いて騒ぎを最小限にくい止める。刈矢に後を譲って以降は入れ替わるようにF県の分院へ赴任し、地域医療に従事している。

### 富永総合病院の関係者
富永 研太（とみなが けんた）
地方病院である富永総合病院の院長・進太郎の息子。西海大学病院に勤務していたが、国内医療の地域格差を憂い、無医村とされていたN県T村への派遣を志願したことで一人と出会う。
赴任当初は技術も洞察力も未熟だったが、一人の下で医師として経験を積むうちに大きく成長し、周囲の厚い信頼を得る。一人の超人的な手術の技量に対して劣等感を抱いているが、父の覚醒下脳腫瘍摘出手術を成功させるなど高い技術を着実に身につけており、後に一人からは研鑽を高め合った戦友と称えられる。
赴任から8年を経て帰省した際、母校で人手不足のため急遽執刀した手術を見た世界的医学者キューザック博士からスカウトを受けるが、富永総合病院のかかりつけ患者への治療を優先し、執刀医としてオープン型MRI下神経膠腫摘出術を成功させる。このことで富永総合病院こそが自分の居場所であると気付き、スカウトを断って村と大学を離れ、富永総合病院の勤務医になる。
父の進太郎が退任した後は院長に就任。一也がスチューデントドクターとして勤務していた頃には、7年間で鏡視下手術350例を含む800を超えるオペを執刀した凄腕の医師として院内で知られている。
富永 進太郎（とみなが しんたろう）
富永研太の父。富永総合病院の院長で、患者や医師から尊敬を集めているが、息子を医師にすべく子供の頃から厳しく教育してきたことに負い目を感じていた。
自身が脳腫瘍を患った時に、執刀医となり手術を成功させた研太を後継ぎとして迎えようとしたが、研太が村に患者を残していることを知り、再び一人のもとに送り出す。その後も度々一人や研太の手術に協力し、研太が帰郷を決意した時には勤務医として病院に迎え入れる。後に院長の座は研太に譲るものの、訪問看護専門の医師として富永総合病院に引き続き勤めている。
瀬戸（せと）
富永総合病院に勤務する心臓外科医。痩せ型に無精ひげで清潔な見た目とは言えず、自分の医務室内も食べ終わった容器やゴミがそのまま放置されているなど、ワイルドな性格。心臓外科医としての腕前は一流であり、一也が感服した他、一人からも「腕前を持つ医者というのは独特の匂いを持っている」と雰囲気だけで技量を見抜かれた。院長の富永を高く評価・尊敬しており、一人が富永総合病院を訪れた際、T村で修行していた頃の富永の話を聞き出そうと酒席に押しかけたちゃっかり者でもある。
堀田（ほった）
富永総合病院に勤務する循環器内科医。清潔感のある見た目に丁寧な口調の持ち主。性格の違いと、内科と外科という立場の違いから、瀬戸とは頻繁に衝突したりなにかとタイミングが合わずにトラブルになったりする。しかし「患者の苦しみを減らし、救いたい」という思いは一緒であるため、決定的に仲が悪くなることはなく、内科・外科の連携も完璧に取っている。瀬戸が一人と富永の酒席に押しかけたと知ると激怒し、次は自分も誘うよう詰め寄ったが、一人が富永総合病院で脳動脈瘤の手術を執刀した時は瀬戸より早くモニター室に陣取って瀬戸を怒らせた。
木暮（こぐれ）
富永総合病院の研修医。子供の頃から学業が優秀で特に目標もなく医大に進んだ。研修医になる頃に自分は医療に対する使命感が無いと気付き、そのため真面目に研修を受ける意思に欠け、担当した患者に不適切な態度を取り信頼関係を築かないでいた。後に高木の誤診を目の当たりにしたことと、富永進太郎の訪問看護に同行したことを機に、診療態度を改める。後期研修では高木とともに一旦大学へ戻ったが、研修後は富永総合病院へ再度赴任することになっている。
高木（たかぎ）
富永総合病院の研修医。初診の患者のクモ膜下出血を見抜けず、他の医師のフォローにより事なきを得るが、それを期に患者を注意深く慎重に診る目を養う。後期研修では小暮とともに一旦大学へ戻ったが、研修後は富永総合病院へ再度赴任することになっている。
牧村（まきむら）
富永総合病院の研修医。研修医中唯一の女性。患者が回復していく喜びを感じてもらおうという富永の計らいにより、僧帽弁閉鎖不全での入院患者の担当を受け持つ。患者は心臓の手術は成功したが、その後心臓とは関係ない脳幹部出血にて死亡し、医師として患者の死を受け入れなければならない現実を学ぶ。後期研修も引き続き富永総合病院で受けている。
川田（かわた）
富永総合病院の研修医。救急外来にて患者の症状を正しく診断できず、学生である一也の協力を得て危機を回避する。富永より、小さい経験を一つ一つ積み上げていくことが大事と学ぶ。後期研修も引き続き富永総合病院で受けている。

### 高品総合病院の関係者
高品 龍一（たかしな りゅういち）★
西海大学出身の医師。生前のKAZUYAと最も親交が深かった人物と言われている。ドイツへ留学中だったが、同期の朝倉とともにKEIの招聘を受け、一人が特例で医師免許を交付されるための試験となる手術に助手として関わる。
帰国後はKAZUYAに託された未来を作り上げるべく自ら高品総合病院を設立し、前作最終回で描かれた通り院長を勤める。医師や患者からの信頼は篤く、「ドクターKを語り継げる生けるレジェンド」「院長がいないと調子が狂う」などと言われており、院内を回診していると話をしたがる患者が大勢付いて来ることを「院長の大名行列」と呼ばれている。研修医として妻の親族である斎藤のほか、息子・龍太郎を受け入れるが、医大卒業まで碌に会話をしてこなかった息子の扱いに悩み、一人と相談の末に一也・詩織とのトレードを行う。
高品 淳子（たかしな じゅんこ）★
高品龍一の妻であり、高品総合病院の院長夫人。前作の最終回で描かれた通り、日本ナース協会会長として看護師の待遇改善に取り組んでいる。
高品 龍太郎（たかしな りゅうたろう）★
高品龍一と淳子の一人息子。一也らの一年年下。父の母校である西海大学には落ちたものの現役で清明医大を卒業し、国家試験も一発で合格したが、どこの病院ともマッチングしなかったため、父のコネで高品総合病院の研修医となる。多忙な高品夫妻ではなく安倍川素子によって育てられたため、父の恩人であり高品総合病院の医師は全員が知っているKAZUYAのことをまったく聞かされていないなど親子の会話が長年欠けており、高品は息子への対応がうまくできないことを悩んでいた。
医師としての責任感や命に対する真摯な姿勢が欠けていると周囲から見られており、本人も医師としての自分に自信を持てていない。同僚の斎藤からは「お坊ちゃん」「絵に描いたような甘ちゃん」と評されている。
未熟ではあるがそれを自覚しているため、患者に対して気になることがあればそれを「たまたま」や「気のせい」で済ませずに、正確な病傷名が分かるまで診断を重ねていく慎重さを持っていて、少しのヒントがあれば遅くとも着実に正解に辿り着く姿を、一人はウサギとカメのカメに例えた。また、自身に危機が迫った状況でも無意識に身を挺して他人を庇う、人を助けようとする生得を持ち合わせていると一人は考えている。未経験の重篤な症状に怖じ気づくようなところもあるが、父のバックボーンにあるKAZUYAのことを聞かされたことと、自分のバックボーンにある父親の姿を告白したことを切っ掛けに、一人や父が執刀する手術に素早く順応し助手を務め上げるなど成長していく。
安倍川 素子（あべかわ もとこ）
高品総合病院の外科部長。高品のドイツ留学時代からの知り合いで家族ぐるみの付き合いがあり、龍太郎にとってはもうひとりの母親のような人物。どの病院ともマッチングしなかった龍太郎を高品総合病院で引き受け自ら鍛え上げるつもりだったが、バセドウ病の進行により視力に影響が出たことで職を辞し、以後は服薬治療を続けながら高品の知己が経営する平山医院に勤める。
谷岡 章（たにおか あきら）
安倍川の後任の外科部長。高品の寺沢病院時代の先輩・谷岡修二の息子。研修医として高品総合病院に勤める事になった一也と詩織の指導医。各科に専門医がいる総合病院に全ての患者を一人で担当するような「スーパードクター」は要らないと主張し、村の常識に馴染んだ一也を厳しく指導するが、次第に一也ら「K」の影響を受け、診療科の枠組みを自ら取り払っていく。
村川 彦丸（むらかわ ひこまる）
高品総合病院の内科部長。知識欲は院内随一であると高品から認められており、症例の少ない病気や最新医療にも精通している。欠点はデジタル音痴であることで、パソコンの操作がほとんどできず、部長室は紙の資料で埋め尽くされている。
白石 聡志（しらいし さとし）
高品総合病院の救急外来室長。西海大学出身で高品や富永の後輩。医局員時代はスペシャリストである医師としての出世を望み、地方勤務の富永を蔑む価値観を持っていた。ある日、キューザック博士の学会講演で研修医以外がほとんど不在の際、運び込まれた重傷患者を受け入れ拒否しようとしたが、たまたま医局を訪れていた富永が執刀して患者を救った。富永が複数専門に対する高い技術を持つジェネラリストであることに驚愕したが、彼がキューザック博士からのスカウトを断って地域医療の道を選ぶことは理解できなかった。しかし重傷患者の家族から感謝を受けたことで価値観が揺らぎ、出世や学位取得への意欲を失い専攻にも身が入らなくなっていた。そんな中、高品から「ジェネラリストというスペシャリスト」である救急救命医にスカウトされ、ただ沢山の人を救うことができれば富永に近づけると考えて救急医の道を選んだ。同様に得意分野がないことで進路に迷っていた斎藤に救急医として開眼する切っ掛けを与える。
双葉（ふたば）
高品総合病院の診療看護師。ボディビルダーであり、礼節にかける龍太郎などには厳しいが、斎藤などのアスリートには敬意を示す。
斎藤 由貴

椎名 照正（しいな てるまさ）
高品総合病院の研修医で斎藤と同期。当初は静脈路確保も満足にできず、患者に嫌がられ双葉から叱責される毎日だったが、研鑚を重ねて後輩研修医を指導できるまでになる。直視下での血液恐怖症を克服できないことに悩み、臨床の現場を離れることを考えていたが、一也の示唆で臨床研修を続けることを決意する。一方で内視鏡などモニター越しの手術では人並み以上の実力を発揮できることから、手術支援ロボットのオペレーターになることを高品に要請され、帝都大へ出向して磨毛・若狭の下で研鑚を積む。

### 譲介・TETSUの関係者
ドクターTETSU（テツ）★
本名は真田 徹郎（さなだ てつろう）。KAZUYAのライバルだった裏社会の医師。医師として群を抜いた技術を誇るばかりでなく、様々な非合法的実験によって得た数々の知見を持っている。
KAZUYAを死後も激しくライバル視しており、ドクターKを名乗る一人を認めようとはしなかったが、一人がKAZUYAと同じく高潔な信念と高い技術を持っていることを知り、後継者として認めるようになる。その後、スキルス性胃癌を患って一也の前に現れ、医師として試練を与えるべく自分を安楽死させようと仕向けたが、一人の手によって腹腔内に抗癌剤を定期的に流し込み続けて癌の増殖を抑える化学療法を施され、手術の翌朝に姿を消す。
3年後、和久井譲介を伴って再び一人・一也の前に姿を現す。一也と引き合わせることで譲介の対抗心を煽り、結果として一也に何らかの変化をもたらすことを目論んでいたが、大学受験に失敗した前後から譲介の方の人間性が変化し、自分では育てきれなくなったと感じ取り、譲介を一人に託してひとり何処ともなく旅立つ。しかし一也と譲介の成長を気にかけており、たびたび姿を表している。
癌の進行は一進一退であり、普段は杖をついて歩行しているが、なおも裏医師として活躍している。様々な方面に顔が利き、少なくない財産を孤児の救済に投じるなどの活動にも積極的である。ひょんなことから黒猫に懐かれるようになり、度々命を救われている。
伊駒（いこま）
ヤクザを相手に仕事をする裏医師。低身長で大きく腹が出た体型をしており、その容姿からTETSUには「瓢箪（ひょうたん）」と呼ばれている。独自ルートでの薬剤の調達に長けており、所属するヤクザの事務所には薬品・薬剤の箱がうず高く積まれている。薬品ビジネスを立ち上げ組の重要な資金源にしたことで組長の信頼を得て側近扱いになったものの、実際の医療の知識は乏しく誤投薬で組長を死なせかけたり、一也と譲介による組長の手術を妨害したりしたため、組によって粛清されかけるが、TETSUが伊駒の利用価値を進言したことにより命拾いする。以来TETSUを命の恩人と呼んでおり、TETSUには恩返しを拒絶されているが、香津から情報収集とTETSUの看護のための拠点としてスナック「gourd」の経営を任される。商売の足しにしようと始めたランチサービスの評判が良く、特にTETSUの影響で詳しくなったコーヒーが「サービスセットで出すレベルではない」と言われており、裏医師より飲食業の方が天職だったのではないかと冗談混じりで自称している。
香津（こうづ）
ヤクザの若頭。かつては「暴走の香車」と呼ばれた暴れ者だったが、金融と医薬品販売が主な収入になった現状を「時代の流れには逆らえない」と感じており、恩義ある組長に殉じる覚悟を決めている。TETSUの闇の仕事の仲介も行っているが、信念から儲け話をフイにしてしまうTETSUの行動を楽しんでいる風もある。
島村 益男（しまむら ますお）
譲介の予備校仲間。生家は農家で農業高校卒だが、医学への夢捨てがたく帝都大を受け続けている。譲介と同様にレジオネラ菌集団感染に巻き込まれ、自分にはしょせん縁がなかったのかと諦めかけたが、譲介の説得でもう1年浪人する。その後、譲介を訪ねてKの診療所を訪れた時に急性喉頭蓋炎で呼吸困難に陥り、譲介と一也のオペで命を取り留める。
岸田 鈴子（きしだ すずこ）
和久井譲介の母。譲介が幼少の頃、譲介と共に夫の和久井京介の元より逃げ出したが、譲介の存在が重荷になり譲介をバス停に置いて逃げ出す。考えを改め譲介の元に戻ろうとした時に交通事故に遭って3ヶ月間生死の境を彷徨い、そのまま譲介と離れ離れになる。
その後再婚し、息子の徹（譲介より15歳下）を儲ける。徹は胆道閉鎖症で肝臓移植が必要になったが、交通事故の際に肝臓挫滅の手術を受けているためドナーになることができなかった。TETSUよりそのことを聞いた譲介が代わりにドナーとなり、手術前後の期間にわずかにふれあいを持つ。互いに親子であることは分かっていながらも、TETSUによって口止めされていたため、名乗り合うことなく別れる。
和久井 京介（わくい きょうすけ）
和久井譲介の父。父からの遺伝で内臓逆位に産まれる（さらに譲介にも右胸心という形で遺伝している）。ろくでなしの人生を歩んできており、借金のカタに同じく内臓逆位であるヤクザの組長の心臓移植のドナーにされようとする。しかしTETSUが組長の病気の原因に気付いて心臓移植の必要がなくなり、命を救われる。
TETSUの画策で譲介とともに監禁されていた際、当の譲介に向かって自分に家族などいないと語ったが、組長の手術が始まる時に譲介が息子である事に気付き、自分が譲介のためにできることは迷惑にならないよう消えることだと一也に告げて去る。
朝倉 省吾（あさくら しょうご）★
朝倉雄吾の息子で、前作にてKAZUYAに先天性水頭症の治療を受けた赤子の成長した姿。クエイド医療財団に勤め、一人の推薦により譲介をクエイド医療財団にスカウトする。ドクターKのような超技術を持たない普通の医者でも、医学の進歩により今まで救えなかった患者を救えるようになるという信念を持つ。
「自分は本来生まれるはずのない命だった」という負い目から、脳疾患の患者を目の前にすると頭が疼くというトラウマを抱えていた。しかし一也が水頭症を治療する姿にKAZUYAを重ねて見たことで、KAZUYAが執刀した時点で自分は助かることが決まっていたのだと確信し、トラウマを克服する。

### KAZUYAとその関係者
ドクターK / 西城 KAZUYA（さいじょう カズヤ）★
前作の主人公で、先代ドクターK。帝都大学医学部出身。先祖代々続く医師の家系の当主で、世界的に知られる名医だった。歴代のドクターKの中でも傑出した実力を持っていたと言われる。周囲の医療関係者や患者などに多大な影響をおよぼしており、死後も患者から強く慕われ、薫陶を受けた関係者は医学界で幅広く活躍している。
18歳の時に遭遇した大地震で放射線医療施設が事故を起こしたことによる放射線被曝の後遺症と見られる癌により、1999年、36歳の若さで死去した。生前、様々な理由で当時は治療不可能だった患者に対し、後の診察券がわりに自らのメスを渡していた。今作では回想シーンなどに登場する。
KEI（ケイ）★
KAZUYAの妹。「西城医院」を営む女医で、戸籍名は「磯永ケイ」だが、「西城KEI」を名乗ることもある。磯永との間に一巳という息子がいる（一也より5歳下）。
医師として高い技量を持っているが、自分ではドクターKの後継者になるには力不足だと判断し、一人にKAZUYAの後継者となるよう要請する。一人と一郎には少女時代に出会っていたが、事故のために長く記憶を失っていた。
普段は落ち着いた振る舞いだが、悪と対峙するとかつてテロに手を染めていた頃の殺気を取り戻す。
磯永 幸司（いそなが こうじ）★
KEIの夫で、KAZUYAの大学の後輩。内視鏡手術の権威で、家族と離れてシカゴへ長期留学し、後に大学で教鞭を執るようになる。日本に帰国した際、自分の手で一也を育てあげようとアメリカ留学の選択肢を提示したが、最終的には一人の手に委ねる。
西城 頼介（さいじょう らいすけ）★
KAZUYAの母・杏子の兄で、KEIの養父。西城家の現当主だが、長年勤めた帝邦大学第一内科名誉教授を引退し、西城総合病院の院長職も息子の連介（KEIの義兄）に譲った。その後も内科医として西城総合病院に勤務しており、KEIの西城医院に協力することもある。
朝倉 雄吾（あさくら ゆうご）★
アメリカ・ロサンゼルスに本部を置くクエイド医療財団の会長。KEIの招聘により、高品とともに一人の医師免許取得のための試験となる手術に立ち会う。その後も一人と連絡を取り合い、息子の省吾を通じて譲介を自らの財団へスカウトする。また、Kの診療所に最新機器を備えた検査室を財団からの善意の寄付として贈る。
柳川 慎一郎（やながわ しんいちろう）★
帝都大学医学部第一外科の元教授で、KAZUYAの父・一堡の学友かつKAZUYAや大垣の恩師。自らの出生の秘密に苦悩する一也の前に徘徊老人を装って現れ、KAZUYAの死の真相を語る。一也が大学生の頃にも故郷で健在だと語られている。
梨田 政一・政次（なしだ まさかず・まさつぐ）★
かつてKAZUYAの治療を受けた一卵性双生児の兄弟。重度の腎臓病の兄・政一と、交通事故で全身火傷を負った弟・政次とで、腎臓と皮膚を相互に移植することで二人とも助かった。後に兄弟の共同で建設会社を経営する。政一は小児癌患者の支援施設でボランティアをしており、無断で会社の資金を寄付していたため問題になりかけるが、事情を知った政次が正式に寄付金として費用計上し事なきを得る。
七瀬 恵美（ななせ めぐみ）★
斎楓会総合病院の医師。かつてKAZUYAと共に研鑽し合った女性で、KEIは「兄が生きていたら七瀬と結ばれていたかもしれない」と述べている。病床のKAZUYAを見舞った際に交通事故に遭い、死期の近かったKAZUYAの手術により一命を取り留めるも、下半身不随となる。その後、小児科の専門医となることを改めて決意しアメリカに渡り、CLS（チャイルド・ライフ・スペシャリスト）の資格を取得。車椅子が欠かせない体でありながら手術の執刀もこなす毎日を送っている。梨田政一が援助している施設にいるウィルムス腫瘍の子供の主治医であり、KAZUYAの足跡を知るために訪ねてきた一也に自分の信じる道を進むよう説く。
岩動 瀧造（いしるが たきぞう）★
万代寺の僧侶にして監察医。KAZUYAの友人でありながら、僧侶の自分が行くのは縁起が悪いとして見舞いを控えたことと友を救うことができなかった己の無力を悔い、監察医の職を辞して全国行脚の旅に出る。しかし旅先で監察されぬ遺体に多数出会い、再び監察医としての仕事に戻る。仙道安人の父・将人の司法解剖をきっかけに一也と出会い、輪廻転生を信じさせて欲しいと告げる。
香田 直一（こうだ なおかず）★
KAZUYAの学友の薬学者。前作同様「大島製薬」に勤務し、現在はプラントハンターとして生物資源探査も行っている。長らくアマゾンのジャングルにいたが、一也の事を知り一時帰国し、丹波とKAZUYAとの思い出を語る。
谷岡 修二（たにおか しゅうじ）★
谷岡章の父であり、高品龍一の寺沢病院時代の先輩。現在は亡き兄が開業していた「谷岡診療所」を継いで地域医療を担っている。
加山（かやま）★
KAZUYAが加奈高校の校医をしていた時代の教え子。KAZUYAを「センコー」と呼び慕って医師になることを誓い、一年間の浪人生活ののち医学部に入学し念願を叶えたが、KAZUYAとの別れが長年の心の傷となり、情熱を失って惰性で勤務医生活を送っていた。浪人時代にKAZUYAから贈られたNo.6のメスを、肌身離さず持ち歩いている。
加奈高の廃校記念の同窓会に出席した帰り、街中で一也と詩織が救助にあたっている救急現場に遭遇。一也の姿にかつてのKAZUYAを重ね、医師としての情熱を取り戻して救助に協力、互いに名乗り合わないまま一也にメスを託し、その場を去っていった。その後、勤務していた病院を離れて僻地医療を志し、かつての同級生に見送られながら離島に移り住んでいった。
加奈高の卒業生は、KAZUYAが既にこの世を去っていることを知らず、いつか再会できることを心待ちにしている。

## KAZUYAが遺したメス
先代ドクターKであったKAZUYAは、当時の医療技術が及ばなかった等の理由で治療を完了できなかった患者に対し、後年の診察券としてメスを手渡している。KAZUYAの患者で懇意にしていた鍛冶師が特別に製作した鋼製のもので、その総数は10本。それぞれ番号と「K」の文字が刻まれている。
第159 - 160話 「過ち」でNo.1のメスが8本目として登場して以降は長きにわたって登場していなかったが、350話ぶりとなる第501話に9本目にあたるNo.6のメスが登場することとなった。
No.1 - 心房中隔欠損症（第159 - 160話 「過ち」）
患者の出生直後に発見されたが、患者が女性のため家族が胸に手術痕を残さない治療を求めたことや、当時は実験段階だった開胸せずに穴を塞ぐ新たな術式の確立・その手術を実行できる年齢になるまで患者の成長を待つため、3年後にKAZUYAの手により手術を行う事を約束。前作に穴を塞ぐカラクリ以外は同等の手術をKAZUYAは成功させていたことから本来なら済んだ話になるはずだったが、家族の経済事情の悪化により治療費を用意出来なかったことと日常生活程度なら其処まで致命的でなかったことから、患者が成人し社会人となった頃に悪化し病院に担ぎ込まれメスの件が一人に露呈するまで放置されていた。
なお、患者が抱えていた問題は一人らの手により解決し、完治した患者は無事結婚の運びとなった。
No.2 - 脳動脈瘤（第15 - 17話 「2本目のメス」）
元々は交通事故外傷に伴う急性硬膜外血腫患者。事故現場に居合わせたKAZUYAの手術で一命は取り留めたが、その際に脳動脈瘤が発見された。発見当時は動脈瘤と呼べるほどのサイズではなく、治療法も確立されていなかったことから、将来の治療技術の進歩に託していた。
事故の10年後、医者となった患者のもとに、KAZUYAからメスと共に事故当時のカルテと血管造影写真が送られてきた。しかし、患者は脳動脈瘤手術の後遺症でメスを握れなくなるリスクを懸念して治療を受けず、KAZUYAのメスはお守り代わりに自身のメスとして使っていた。
その後、一人による脳動脈瘤のコイル塞栓手術を受けて回復し、メスも一人に返却した。
No.3 - 狭心症（第69 - 70話 「2本のメス」）
元々はKAZUYAの父・一堡の患者。問題とされた血管の閉塞は一堡の手術で対処できたものの、治療当時は発病の原因が不明だったことから、再発を危惧した一堡からメスを手渡されていた。20年後に一堡の危惧通り再発した際にKAZUYAが治療し対処できたものの、KAZUYAの手を持ってしても発病原因解消までには至らず再々発した場合に備えて自らのメスを渡された。更に20年後、再々発の治療を一人が行った。
それぞれ当時の最先端医療を施されており、将来の再発に備えて一人からもメスを渡されている。
No.4 - 人工関節交換（第112 - 113話 「メスと寿命」）
患者は変形性膝関節症を患っており、担当医であった柳川の後輩・貴島は完治が見込める骨切り術での治療を考えていた。しかし診断の過程で、当時は不治の病だった拡張型心筋症が発覚した。当時（1992年）は臓器移植法の施行前だったために心臓移植は実現困難であり、患者の余命は短いと判断した貴島は、クオリティ・オブ・ライフの観点から回復の早い人工関節置換術を選択した。
その数年後、患者は心筋症の発作を起こしたが、柳川の紹介で現れたKAZUYAの執刀によるバチスタ手術で寛解。術後、人工関節の耐用年数を危惧した貴島に対し、KAZUYAは「人工関節交換は自分の仕事」としてメスを渡していた。
No.5 - 後縦靱帯骨化症（第10話 「メス」）
最初に登場したメス。患者は空手の師範。進行が遅く、KAZUYAが診察した時点では手術に踏み切る段階ではなかった。患者本人も、治療したとしても武道家は続けられなくなるため、後継者の育成を終えるまで治療を拒んでいた。さらに、KAZUYA自身が末期ガンに冒されていたこともあり、患者の後継者が現れた際にメスが見つかる仕掛けを施して時間を稼いでいた。
メスはその5年後に発見され、一人がオペを行った。患者は武道家としては引退したものの、跡目は後継者へ正式に引き継がれた。
No.6（第501話 「神様は答えてくれない」- 502話 「神様の答え」）
KAZUYAが前作で加奈高校の校医をしていた頃の教え子・加山に贈ったもの。加山はKAZUYAとの別れと、長い年月が経っても再会できないことが心の傷となっており、中年医師となった後も肌身離さずメスを所持していた。加山に持病等はない。
2025年、街中で救急現場に遭遇した際に、居合わせた一也が懸命に救急処置をとる姿にかつてのKAZUYAを重ね、一也たちに協力。メスを贈られた意味を「そのメスにふさわしい医者になること」「答えは既にくれていた」と気づいて苦悩を解消し、互いに名乗り合わないまま一也にメスを託してその場を去っていった。
No.7 - 心房細動（第29 - 30話 「死に金」）
当時は心房細動の根本的な治療方法が未確立で成功率も高くはなかったこと・患者が高齢でリスクが大きかったことから、将来の治療技術の進歩に託していた。
なお、KAZUYAは当時一般に普及していなかったICDを自作して不整脈の手術でペースメーカーと称して体内に埋め込んでおり、10年の時間を稼いでいた。
No.8 - I型糖尿病（第44 - 45話 「刃のないメス」）
患者の心臓に先天性の三尖弁形成不全があったため、外科的な治療や膵臓の移植手術が不可能であり、将来の治療技術の進歩に託していた。「メスを使わずに治療せよ」という意味を込め、登場しているメスの中でこれのみ刃先が折られている。
なお、刃先の折れたメスの真意を読んだ一人により、膵島移植による治療が行われた。
No.9 - 副鼻腔内膿疱、全身火傷（第96 - 97話 「6本目のメス」、第119 - 120話「お守り」）
患者は戦場カメラマン。外国の戦場において散弾銃で撃たれた際、KAZUYAによって摘出手術が行われた。しかし当時の技術では除去困難な場所にあった散弾は放置せざるを得ず、将来の治療技術の進歩に託していた。約10年後、KAZUYAの危惧した通り、摘出できなかった散弾が膿疱を発生させて失明の危機に追い込んだ。
膿疱は医療用ナビゲーションシステム支援式内視鏡手術によって一人が摘出したが、危険な取材地での再負傷を危惧し、一人は患者に再びメスを持たせた。一人の危惧した通り、患者は取材先で火炎瓶による全身火傷を負ったが、患者自身の自家培養表皮を使用した皮膚移植術により回復した。最終的にメスは一人のもとに戻っている。
No.10
未登場

## 出張掲載
コミックDAYSへの移籍後には、『モーニング』への出張掲載が度々行われている。2024年1月には『スーパードクターK』『DoctorK』『K2』の通巻100巻を記念し、1月18日発売の『モーニング』7号において出張掲載が行われ、表紙を飾った。また同誌連載の『リエゾン -こどものこころ診療所-』『アンメット-ある脳外科医の日記-』とのコラボ漫画も掲載された。また真船の画業40周年を記念した個展開催に伴い、12月5日発売の『モーニング』2025年1号においても出張掲載が行われている。2025年6月には連載500回と単行本50巻の発売を記念した出張掲載が行われている。

## 書誌情報

### 単行本
- 真船一雄 『K2』 講談社（イブニングKC）、既刊50巻（2025年6月23日現在）

1. 2004年11月20日発売、ISBN 4-06-352089-7
2. 2005年5月21日発売、ISBN 4-06-352110-9
3. 2005年10月20日発売、ISBN 4-06-352125-7
4. 2006年4月21日発売、ISBN 4-06-352145-1
5. 2006年10月23日発売、ISBN 4-06-352168-0
6. 2007年4月23日発売、ISBN 978-4-06-352183-2
7. 2007年9月21日発売、ISBN 978-4-06-352199-3
8. 2008年2月22日発売、ISBN 978-4-06-352212-9
9. 2008年8月22日発売、ISBN 978-4-06-352233-4
10. 2009年3月23日発売、ISBN 978-4-06-352255-6
11. 2009年9月23日発売、ISBN 978-4-06-352282-2
12. 2010年2月23日発売、ISBN 978-4-06-352298-3
13. 2010年7月23日発売、ISBN 978-4-06-352320-1
14. 2011年1月21日発売、ISBN 978-4-06-352333-1
15. 2011年7月22日発売、ISBN 978-4-06-352370-6
16. 2011年12月22日発売、ISBN 978-4-06-352393-5
17. 2012年6月22日発売、ISBN 978-4-06-352423-9
18. 2012年12月21日発売、ISBN 978-4-06-352446-8
19. 2013年6月21日発売、ISBN 978-4-06-352464-2
20. 2013年11月22日発売、ISBN 978-4-06-352486-4
21. 2014年4月23日発売、ISBN 978-4-06-354507-4
22. 2014年9月22日発売、ISBN 978-4-06-354530-2
23. 2015年3月23日発売、ISBN 978-4-06-354562-3
24. 2015年9月23日発売、ISBN 978-4-06-354589-0
25. 2016年2月23日発売、ISBN 978-4-06-354611-8
26. 2016年7月22日発売、ISBN 978-4-06-354631-6
27. 2016年10月21日発売、ISBN 978-4-06-354646-0
28. 2017年3月23日発売、ISBN 978-4-06-354661-3
29. 2017年7月21日発売、ISBN 978-4-06-354679-8
30. 2017年11月21日発売、ISBN 978-4-06-510411-8
31. 2018年4月23日発売、ISBN 978-4-06-511254-0
32. 2018年9月21日発売、ISBN 978-4-06-512855-8
33. 2019年1月23日発売、ISBN 978-4-06-514165-6
34. 2019年5月23日発売、ISBN 978-4-06-515406-9
35. 2019年10月23日発売、ISBN 978-4-06-517336-7
36. 2020年3月23日発売、ISBN 978-4-06-518861-3
37. 2020年7月20日発売、ISBN 978-4-06-352089-7
38. 2020年12月23日発売、ISBN 978-4-06-521699-6
39. 2021年4月23日発売、ISBN 978-4-06-522971-2
40. 2021年9月22日発売、ISBN 978-4-06-524739-6
41. 2022年1月21日発売、ISBN 978-4-06-526538-3
42. 2022年6月22日発売、ISBN 978-4-06-528093-5
43. 2022年10月21日発売、ISBN 978-4-06-529743-8
44. 2023年2月21日発売、ISBN 978-4-06-530873-8
45. 2023年7月21日発売、ISBN 978-4-06-532638-1
46. 2023年12月21日発売、ISBN 978-4-06-533859-9
47. 2024年5月22日発売、ISBN 978-4-06-535379-0
48. 2024年10月22日発売、ISBN 978-4-06-536890-9
49. 2025年3月21日発売、ISBN 978-4-06-538795-5
50. 2025年6月23日発売、ISBN 978-4-06-539732-9

### 廉価版
真船一雄 『K2』 講談社（講談社プラチナコミックス）、既刊16巻（2018年3月28日現在）
1. 『K2 ドクターK復活編』2012年6月20日発売、ISBN 978-4-06-377601-0
  - アンコール刊行 2015年3月25日発売、ISBN 978-4-06-385651-4
2. 『K2 ドクターKの遺言編』2012年7月18日発売、ISBN 978-4-06-377602-7
  - アンコール刊行 2015年4月8日発売、ISBN 978-4-06-385652-1
3. 『K2 クローン、闇の組織編』2012年8月16日発売、ISBN 978-4-06-377613-3
  - アンコール刊行 2015年4月22日発売、ISBN 978-4-06-385653-8
4. 『K2 臓器移植編』2012年9月19日発売、ISBN 978-4-06-377647-8
  - アンコール刊行 2015年5月13日発売、ISBN 978-4-06-385662-0
5. 『K2 一也、覚醒編』2012年10月17日発売、ISBN 978-4-06-377668-3
  - アンコール刊行 2015年5月27日発売、ISBN 978-4-06-385666-8
6. 『K2 再生医療編』2012年11月21日発売、ISBN 978-4-06-377686-7
  - アンコール刊行 2015年6月10日発売、ISBN 978-4-06-385683-5
7. 『K2 ドクターKの因縁編』2012年12月19日発売、ISBN 978-4-06-377712-3
  - アンコール刊行 2015年6月24日発売、ISBN 978-4-06-385685-9
8. 『K2 ドクターKとの約束編』2013年1月23日日発売、ISBN 978-4-06-377731-4
  - アンコール刊行 2015年7月8日発売、ISBN 978-4-06-385699-6
9. 『K2 野人来日編』2014年10月22日発売、ISBN 978-4-06-378093-2
  - アンコール刊行 2015年7月22日発売、ISBN 978-4-06-385707-8
10. 『K2 闇医者の弟子編』2014年11月19日発売、ISBN 978-4-06-378096-3
  - アンコール刊行 2015年8月12日発売、ISBN 978-4-06-385764-1
11. 『K2 二つの医道編』2015年8月26日発売、ISBN 978-4-06-385766-5
12. 『K2 ドクターK vs. ドクターTETSU』2016年11月2日発売、ISBN 978-4-06-386074-0
13. 『K2 ドクターKの帰還編』2016年11月16日発売、ISBN 978-4-06-386075-7
14. 『K2 追憶のKAZUYA編』2016年11月30日発売、ISBN 978-4-06-386076-4
15. 『K2 ためらいのメス編』2018年2月28日発売、ISBN 978-4-06-511317-2
16. 『K2 絶海のドクター編』2018年3月28日発売、ISBN 978-4-06-511324-0